# Linea Inbi
La linea Inbi (因美線?, Inbi-sen) è una linea ferroviaria regionale a scartamento ridotto che collega le città di Tottori e Tsuyama, la prima nella prefettura di Tottori, e la seconda in quella di Okayama, in Giappone. La ferrovia è gestita dalla West Japan Railway Company (JR West).

## Servizi
La linea ferroviaria è interamente a binario singolo e a trazione termica. Sulla linea Inbi operano sia treni locali (普通?, futsū) che fermano in tutte le stazioni che treni rapidi (快速?, kaisoku), oltre ad alcuni treni a lunga percorrenza come il Super Hakuto e il Super Inaba.

## Stazioni
●: ferma ▲: alcuni treni fermano ｜: passaggio
| Linea   | Stazione        | Giapponese | Distanza | Rapido                         | Collegamenti              | Posizione   | Posizione |
| ------- | --------------- | ---------- | -------- | ------------------------------ | ------------------------- | ----------- | --------- |
| Inbi    | Tottori         | 鳥取       | 0.0      |                                | ■ Linea principale San'in | Tottori     | Tottori   |
| Inbi    | Tsunoi          | 津ノ井     | 4.3      |                                |                           | Tottori     | Tottori   |
| Inbi    | Higashi-Kōge    | 東郡家     | 8.2      |                                |                           | Yazu, Yazu  | Tottori   |
| Inbi    | Kōge            | 郡家       | 10.3     |                                | Ferrovia Wakasa           | Yazu, Yazu  | Tottori   |
| Inbi    | Kawahara        | 河原       | 14.1     |                                |                           | Yazu, Yazu  | Tottori   |
| Inbi    | Kunifusa        | 国英       | 17.4     |                                |                           | Tottori     | Tottori   |
| Inbi    | Takagari        | 鷹狩       | 19.8     |                                |                           | Tottori     | Tottori   |
| Inbi    | Mochigase       | 用瀬       | 21.1     |                                |                           | Tottori     | Tottori   |
| Inbi    | Inaba-Yashiro   | 因幡社     | 24.9     |                                |                           | Tottori     | Tottori   |
| Inbi    | Chizu           | 智頭       | 31.9     | ●                              | Linea Chizu Express       | Chizu, Yazu | Tottori   |
| Inbi    | Haji            | 土師       | 35.6     | ●                              |                           | Chizu, Yazu | Tottori   |
| Inbi    | Nagi            | 那岐       | 38.5     | ●                              |                           | Chizu, Yazu | Tottori   |
| Inbi    | Mimasaka-Kawai  | 美作河井   | 48.5     | ▲                              |                           | Tsuyama     | Okayama   |
| Inbi    | Chiwa           | 知和       | 52.0     | ▲                              |                           | Tsuyama     | Okayama   |
| Inbi    | Mimasaka-Kamo   | 美作加茂   | 55.8     | ●                              |                           | Tsuyama     | Okayama   |
| Inbi    | Miura           | 三浦       | 59.3     | ｜                             |                           | Tsuyama     | Okayama   |
| Inbi    | Mimasaka-Takio  | 美作滝尾   | 61.5     | ｜                             |                           | Tsuyama     | Okayama   |
| Inbi    | Takano          | 高野       | 66.7     | ▲                              |                           | Tsuyama     | Okayama   |
| Inbi    | Higashi-Tsuyama | 東津山     | 70.8     | ●                              | ■ Linea Kishin            | Tsuyama     | Okayama   |
| Kishin  | Higashi-Tsuyama | 東津山     | 70.8     | ●                              | ■ Linea Kishin            | Tsuyama     | Okayama   |
| Tsuyama | 津山            | 73.4       | ●        | ■ Linea Kishin ■ Linea Tsuyama |                           | Tsuyama     | Okayama   |